# Myiopharus levis
Myiopharus levis är en tvåvingeart som först beskrevs av Aldrich och Herbert John Webber 1924.  Myiopharus levis ingår i släktet Myiopharus och familjen parasitflugor. Inga underarter finns listade i Catalogue of Life.